# Vùng thống kê kết hợp
Cục quản lý Hành chính và Ngân sách Hoa Kỳ (OMB) xác định các Vùng thống kê đô thị và Vùng thống kê tiểu đô thị. Các vùng thống kê đô thị và các vùng thống kê tiểu đô thị gồm có một hoặc nhiều quận (hay tương đương quận). Hiện tại các vùng thống kê đô thị và các vùng thống kê tiểu đô thị đã được xác định là dựa vào áp dụng tiêu chuẩn năm 2000 từ dữ liệu của cuộc điều tra dân số Hoa Kỳ năm 2000. Các tiêu chuẩn đó cũng được áp dụng để cập nhật hóa các ước tính về dân số của Cục điều tra dân số Hoa Kỳ cho những năm gần đây. Xác định hiện tại được tính đến tháng 12 năm 2006.
Nếu các tiêu chuẩn chi tiết hội đủ điều kiện thì các vùng thống kê đô thị và các vùng thống kê tiểu đô thị cận kề, trong nhiều cách kết hợp phức tạp, có thể trở thành các phân tử của một bộ phận mới gồm nhiều vùng được gọi là các Vùng thống kê kết hợp hay tiếng Anh là Combined Statistical Area (CSA). Dựa vào dữ liệu của Cục điều tra dân số Hoa Kỳ, Cục Quản lý và Ngân sách Hoa Kỳ đã đưa ra những danh sách các Vùng thống kê kết hợp. Những vùng được kết hợp vẫn giữ nguyên tình trạng của chúng như một vùng thống kê đô thị hay một vùng thống kê tiểu đô thị nằm bên trong Vùng thống kê kết hợp lớn hơn. Cho đến tháng 12 năm 2006, OMB đã định ra 126 vùng thống kê kết hợp tại Hoa Kỳ.
Lưu ý rằng Vùng thống kê kết hợp hay CSA đại diện cho nhiều vùng thống kê đô thị hay vùng thống kê tiểu đô thị mà có một cấp độ trung bình sự liên hoàn công ăn việc làm. Vùng thống kê kết hợp thường đại diện cho các miền có thị trường truyền thông và lao động chồng lên nhau.